# القصص 1
القصص 1 (بلانجليزية:Ballads 1) (بأسلوب منمق في all caps ) هو الألبوم الأول للمغني وكاتب الأغاني الياباني جوجي . إنه بمثابة متابعة لمشروع في ألسنة ألبوم ، وهو أول مشروع له باسم جوجي ، و الموسم الوردي ، وهو ألبومه الوحيد الذي تم إصداره تحت الشخصية المتقاعدة الآن بينك جاي . تم إصداره في 26 أكتوبر 2018 من خلال 88انتفاضة و12 نغمة الموسيقى .  ظهر الألبوم في المركز الثالث على قائمة بيلبورد الأمريكية 200 بالإضافة إلى المركز الأول على قائمة أفضل ألبومات راب &amp; بوب / هيب-هوب في الولايات المتحدة.

## قائمة التشغيل
ملاحظات
- جميع المسارات منمقة في جميع الأحرف الكبيرة .

| Technical - Henry Laufer ‏ – mixing (7), recording (7, 9) - Francisco "Frankie" Ramirez – mixing (1, 3–5, 8–12), recording (1, 3, 4, 8–10), mastering (11) - Alison McGuire – mixing (12), recording (12) - George Miller – recording (4, 5) - John Durham – recording (10, 11) - Igor Mamet – recording (10) - Chris Athens – mastering (1–5, 7–10, 12) - Jenna Felsenthal – assistant (1, 3–5, 8–12) - Emmanuel "Yizzo" Lemmon – assistant (8, 10, 11) | Musicians - باتريك ويمبرلي – additional vocals (2) |